# Pune
Pune (Marathi: पुणे, Puṇe, ehemals Punavadi पुनवडी), früher anglisierend Poona(h), deutsch Puna, ist eine Stadt im indischen Bundesstaat Maharashtra. Mit 3,1 Millionen Einwohnern in der eigentlichen Stadt und 5 Millionen in der Agglomeration (Volkszählung 2011) ist sie Industriezentrum (Automobile, Leichtindustrie, Softwareentwicklung und Maschinenbau) sowie kultureller Mittelpunkt der Region mit Universität, Theater, Kinos und Museen. Pune gilt als neuntgrößte Stadt Indiens; nach Mumbai ist sie die zweitgrößte Stadt in Maharashtra.
Pune ist Hauptstadt des Distrikts Pune. Die Stadt bezeichnet sich selbst auch als „Oxford of the East“.

## Lage
Pune liegt an den Flüssen Mula und Mutha in einer Entfernung von etwa 150 Kilometern (Fahrtstrecke) südöstlich von Mumbai in einer Höhe von etwa 560 Metern ü. d. M. auf dem Dekkan-Plateau. Aurangabad, eine weitere Millionenstadt und ein wichtiges Industriezentrum, liegt knapp 240 Kilometer nordöstlich.

## Toponomie
Wie aus zwei aufgefundenen Kupferplatten mit Inschriften hervorgeht, existierte bereits im 9./10. Jahrhundert eine Siedlung mit Namen Punyanagari; der Name wurde später zu Punak, im 13. Jahrhundert Kasbe Pune oder Punavadi. Die Briten machten daraus Poona, was bis zum Jahr 1976 gültig blieb.

## Geschichte
Die ersten bekannten Herren der an einem strategisch günstigen Platz an der Handelsstraße zwischen dem Dekkan und dem Arabischen Meer gelegenen Ansiedlung waren die Rashtrakutas (9. Jahrhundert); danach gehörte sie bis 1327 zum Reich der Yadava, die in Devagiri, dem späteren Daulatabad residierten, das von der Tughluq-Dynastie des Sultanats von Delhi im Jahre 1327 endgültig erobert wurde. Doch auch das Sultanat von Delhi war zu weit entfernt, als dass es den Dekkan hätte kontrollieren und beherrschen können und so blieb Pune weitgehend eigenständig, bis das Mogulreich bzw. das konkurrierende Sultanat von Ahmednagar die Kontrolle übernahm.
Unter den Marathen des 17. Jahrhunderts wurde Pune zur Hauptstadt und zum militärischen Hauptquartier eines selbständigen Staates, der sich jedoch stetigen Angriffen der in Bijapur residierenden Adil-Shahi-Dynastie ausgesetzt sah, die sich allerdings 1686 den Truppen des Mogulreiches unter Aurangzeb beugen musste, dessen Truppen bereits in den Jahren 1660 und 1670 Pune wiederholt besetzt hatten. Nach dem Tod Aurangzebs (1707) waren die Marathen weitgehend die unangefochtenen Herrscher über den Dekkan. Im Jahre 1720 wurde Baji Rao I. zum Premierminister (Peshwa) des Marathenstaatswesens ernannt; dieser machte sich in Pune weitgehend unabhängig und seine Nachfolger herrschten über die sich stark entwickelnde Stadt und weite Teile des Umlandes bis zur Ankunft der Briten.
Pune war Schauplatz des Dritten Anglo-Marathen-Krieges (1817). Im Jahre 1820 wählten die Briten Pune zu ihrem präsidialen Zweitsitz neben Bombay (heute Mumbai), um der Sommerhitze und dem Monsun zu entfliehen. Ihre Garnison im Nordwesten der Stadt wird immer noch von den indischen Streitkräften genutzt, und eine Reihe von Kolonialgebäuden wie die Stadthalle und das Dekkan College sind erhalten geblieben.
Gegen Ende des 19. Jahrhunderts war Pune eines der Zentren für Indiens Kampf um die Unabhängigkeit sowie für soziale Reformen. Die wichtigsten Persönlichkeiten dieser Zeit waren
Mahatma Jyotirao Phule, Gopal Krishna Gokhale, Bal Gangadhar Tilak und die Frauenrechtlerin Tarabai Shinde. Sie forderten die Abschaffung des Kastenwesens, gleiche Rechte für Frauen, ein friedliches Zusammenleben von Moslems und Hindus, bessere Schulen für die Armen und die vollständige Unabhängigkeit des Landes. Auch Mahatma Gandhi hielt sich mehrfach in Pune auf, wo er zeitweise von 1942 bis 1944 im Palast des Aga Khan unter Hausarrest stand.
Seit der britischen Kolonialzeit hat sich Pune als wichtige Industriestadt und Zentrum für höhere Bildung entwickelt. Außerdem ist Pune Sitz des Southern Headquarters der indischen Armee. Pune ist daneben Sitz einer 1960 gegründeten und seit 1974 autonomen Filmhochschule Film and Television Institute of India. Im Jahre 1961 zerstörte eine Flutwelle, ausgelöst durch den Bruch der Talsperren Panshet und Khadakwasla, große Teile der Altstadt von Pune, wobei 1.000 bis 2.000 Menschen ums Leben kamen.
Durch einen nie aufgeklärten Bombenanschlag auf das Restaurant German Bakery im Villenviertel Koregaon Park am 13. Februar 2010 starben 17 Personen und 45 wurden zum Teil schwer verletzt.

## Religion

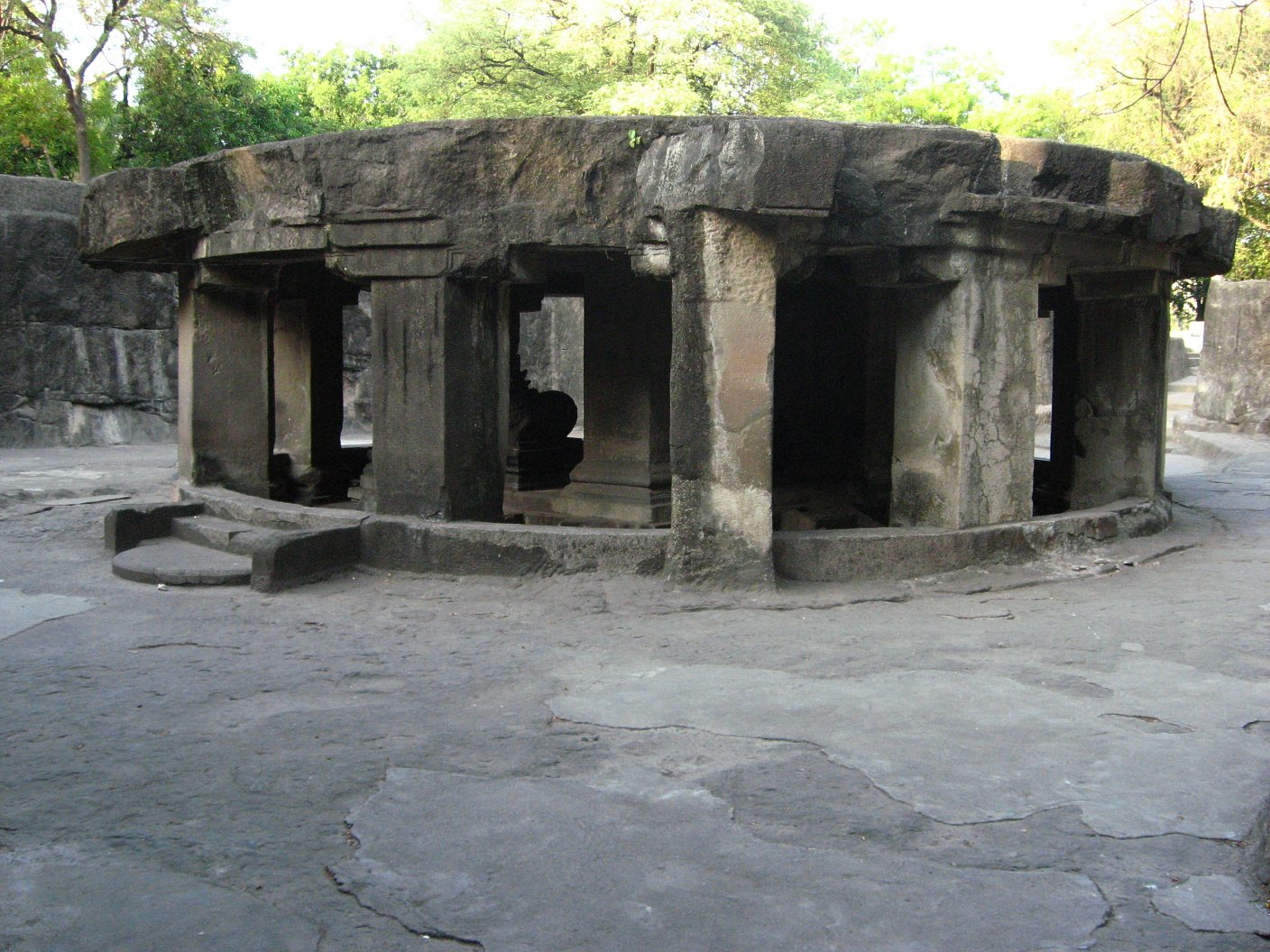
Pataleshwara-Tempel

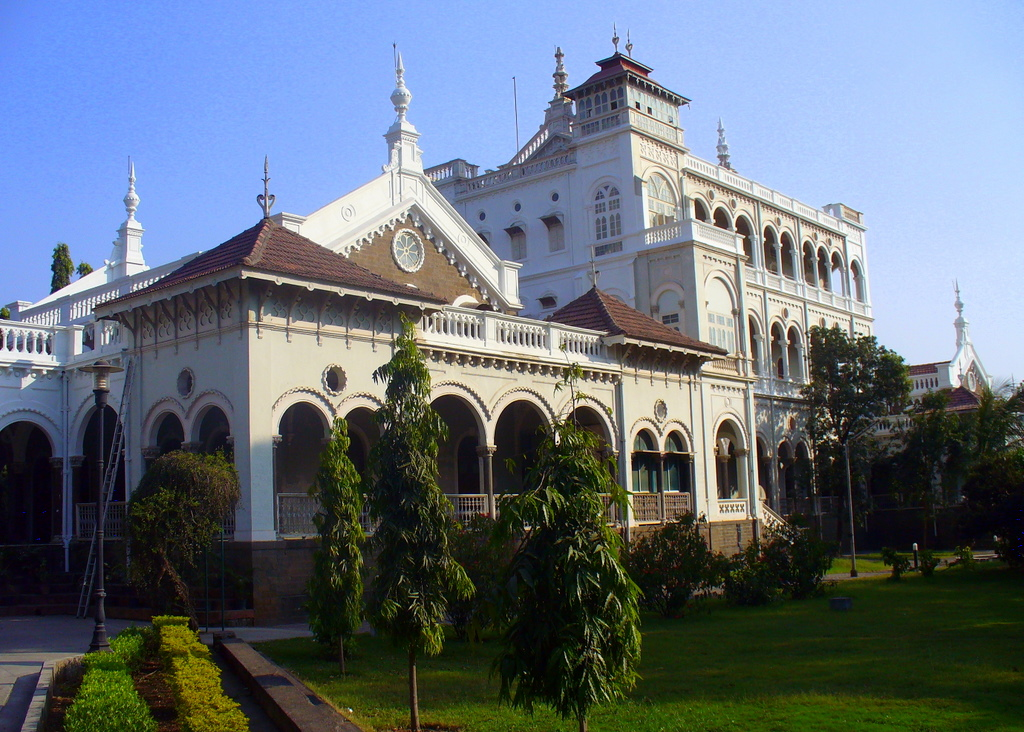
Aga Khan Palace

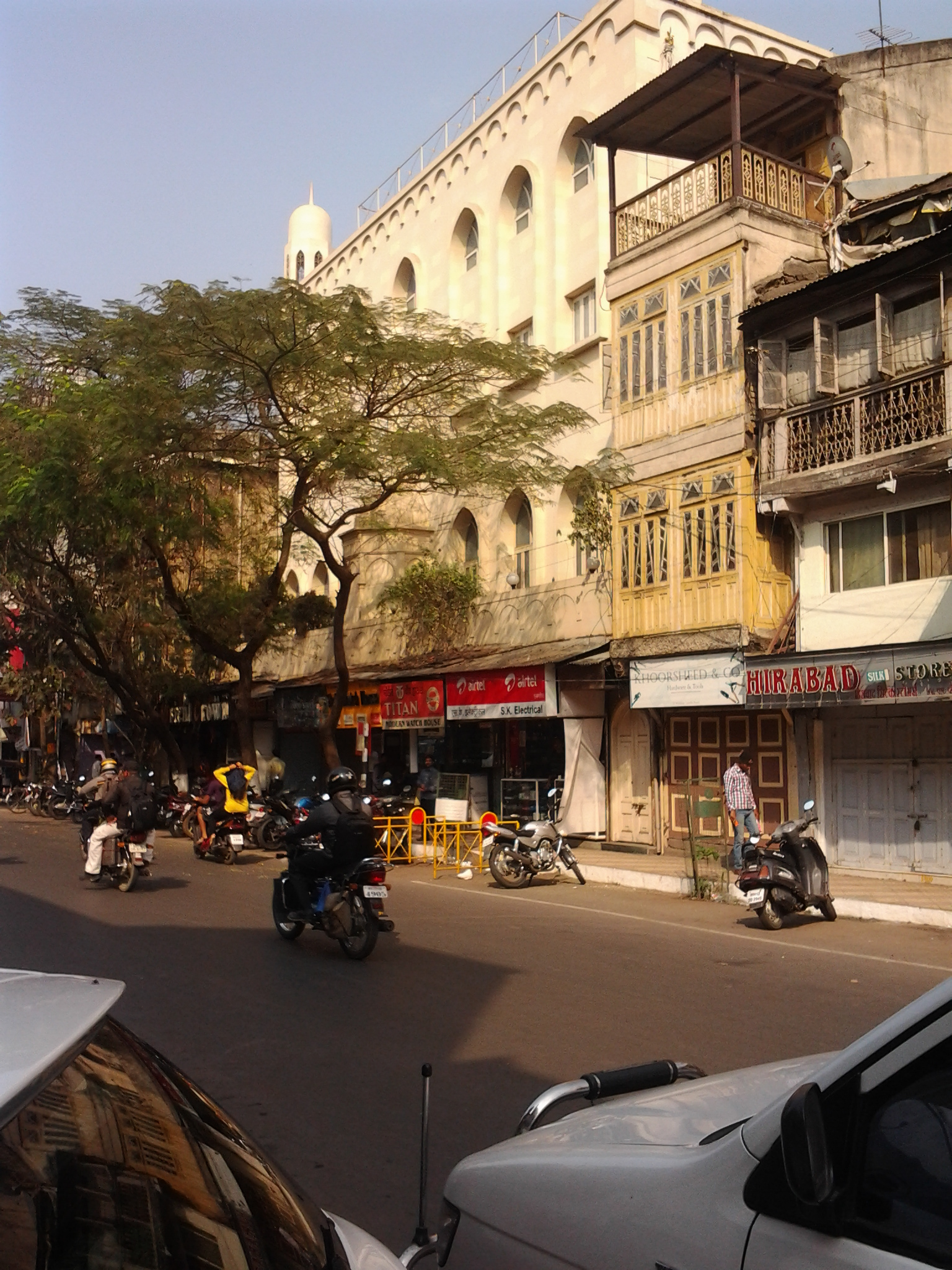
Straßenszene in Pune

In einer Millionenstadt wie Pune sind sämtliche Religionen Indiens vertreten, wobei der Großteil der Einwohner (71 %) Hindus sind. Moslems machen etwa 12 % aus; für Indien überdurchschnittlich groß ist der Anteil der Buddhisten mit 10 %. 4,5 % sind Jainas und etwa 2 % gehören christlichen Kirchen an. Im Jahre 1886 wurde das römisch-katholische Bistum Poona gegründet, das mit jesuitischer Hilfe bis heute besteht. Alle Glaubensgemeinschaften haben ihre Tempel, Moscheen, Kirchen, Synagogen und Gurdwaras.
Bekannt wurde Pune wegen des Religionsführers und spirituellen Lehrers Osho (früher Bhagwan Shree Rajneesh), der im Jahre 1974 seinen Ashram von Bombay hierher verlegte und – nach einem Zwischenspiel in Oregon, Vereinigte Staaten – am 19. Januar 1990 auch hier verstarb.

## Sehenswürdigkeiten
Der alte Teil der Stadt, Pesha, im Westen zwischen dem befestigten Shaniwarwada Palast und dem Raja-Dinkar-Kelkar-Museum, ist der bei weitem sehenswertere Teil der Stadt. Alte palastartige Stadthäuser aus Holz (wadas) sind in diesen engen, belebten Straßen erhalten geblieben, und der runde viktorianische „Mahatma Phule Market“ ist ein lebendiges Zentrum.
Interessant ist der westlich der Stadt gelegene Pataleshvara-Höhlentempel – er wurde auf die gleiche Art aus dem Fels geschlagen wie die weitaus kunstvolleren Beispiele anderswo in Maharashtra (Ellora, Karli, Bhaja, Bedsa u. a.); er stammt aus der Rashtrakuta-Periode (8. bis 9. Jahrhundert). Der Tempel ist Shiva geweiht; ungewöhnlich ist ein kreisrunder Nandi-Tempel innerhalb eines rechteckig ummantelten Hofes.
Der Aga Khan Palace, wo im Jahre 1942 Mahatma Gandhi, seine in Pune gestorbene Frau Kasturba und andere Schlüsselfiguren der indischen Unabhängigkeitsbewegung interniert waren, wird heute teilweise als Museum genutzt.

## Kultur
In Pune befinden sich seit 1960 das Film and Television Institute of India sowie das National Film Archive of India. Das jeweils im Januar stattfindende „Pune International Film Festival“ (PIFF) ist das bedeutendste Filmfestival in Maharashtra und gehört mit den Filmfestivals in Goa, Kolkata, Trivandrum, Chennai und Delhi zu den wichtigsten in Indien. Pune hat ein lebhaftes Theaterleben. In der Sudarshan-Hall des Maharashtra-Cultural-Centre gibt es immer wieder experimentelle Aufführungen. Seit 25 Jahren gibt es eine enge Beziehung zwischen dem Berliner Grips-Theater und der Theaterszene in Pune. Das Raja-Dinkar-Kelkar-Museum beherbergt eine beeindruckende, vor allem kunstgewerbliche Sammlung, eine der bedeutendsten in Maharashtra. Die Modernisierung des Museums wurde mit deutscher Unterstützung realisiert. Seit 2009 findet ein Jazzfestival statt, das vom Pune-Jazz-Club organisiert wird.
1894 initiierte Bal Gangadhar Tilak das Ganesh Chaturthi, ein jährlich im August oder September in Pune stattfindendes zehntägiges Fest zu Ehren der Gottheit Ganesha. Während der Feiertage findet auch das Pune Festival statt, das klassische indische Musik und Tanz, Film, Theater sowie traditionelle Sportarten präsentiert. Die Stadt ist außerdem Gastgeber des bekanntesten Festivals für indische Klassik, des Sawai Gandharva Music Festivals.
1937 wurde Pune Heimat von B. K. S. Iyengar, dem Begründer des Iyengar-Yoga, dessen 1975 gegründetes Ramamani Iyengar Memorial Yoga Institute von Yoga-Übenden aus aller Welt besucht wird.
Im Villenviertel Koregaon Park (Lage auf der Karte ▼) befindet sich seit 1974 das „Osho International Meditation Resort“, welches im Jahr 2009 mit rund 200.000 Besuchern das größte Therapie- und Meditationszentrum der Welt war. Gegründet wurde das Meditationszentrum (Ashram) von Bhagwan Shree Rajneesh.
In der Nähe von Pune befindet sich mit dem Pfadfinderinnenzentrum Sangam eines der vier Weltzentren der World Association of Girl Guides and Girl Scouts. Ebenfalls in näherer Umgebung Punes, in den Malavali Hills, befindet sich die „Vedanta Academy“, gegründet durch einen der bekanntesten Vertreter dieser philosophischen Richtung, Swami Parthasarathy.
In einer Rangliste der Städte nach ihrer Lebensqualität belegte Pune im Jahre 2018 den 142. Platz unter 231 untersuchten Städten weltweit. Die Lebensqualität war damit höher als in anderen indischen Städten wie Mumbai (Platz: 154) oder Delhi (Platz: 162) und gemeinsam mit Hyderabad die beste unter allen untersuchten Städten in Indien.

## Bildung, Wissenschaft und Forschung
Die Savitribai Phule Pune University gehört mit über 500.000 Studierenden zu den besten des Landes und hat mit ca. 14.000 Ausländern den größten Anteil internationaler Studierender. Eine Hochschulneugründung ist zum Beispiel die FLAME University (Schwerpunkte: Geisteswissenschaften und Kunst). Zahlreiche renommierte Colleges wie Fergusson College (inzwischen Fergusson University), das Sinhgad College of Pharmacy, die Symbiosis International University, St. Vincents und Loyola. Auch Schulen wie die traditionsreiche Bishops-School. Partneruniversitäten sind die Georg-August-Universität Göttingen sowie die Freie Universität Berlin. Die indische Germanistik (heute stärkster Zweig des universitären Ranade-Instituts für Fremdsprachen) nahm in Pune ihren Anfang. Im Stadtteil Bund Garden findet sich seit 1959 ein Goethe-Institut, das in Indien nach dem bedeutenden Sanskritforscher Max Mueller benannt ist. Auch eine Niederlassung der Alliance française und eine British Council Library befinden sich in Pune. Die Vishwakarma University unterhält gemeinsam mit der Hochschule Hof ein Kooperationsbüro in der Stadt.
Pune ist daneben Standort zahlreicher wissenschaftlicher Einrichtungen, darunter das „National Chemical Laboratory“ und das „Inter-University Centre for Astronomy and Astrophysics“.

## Wirtschaft

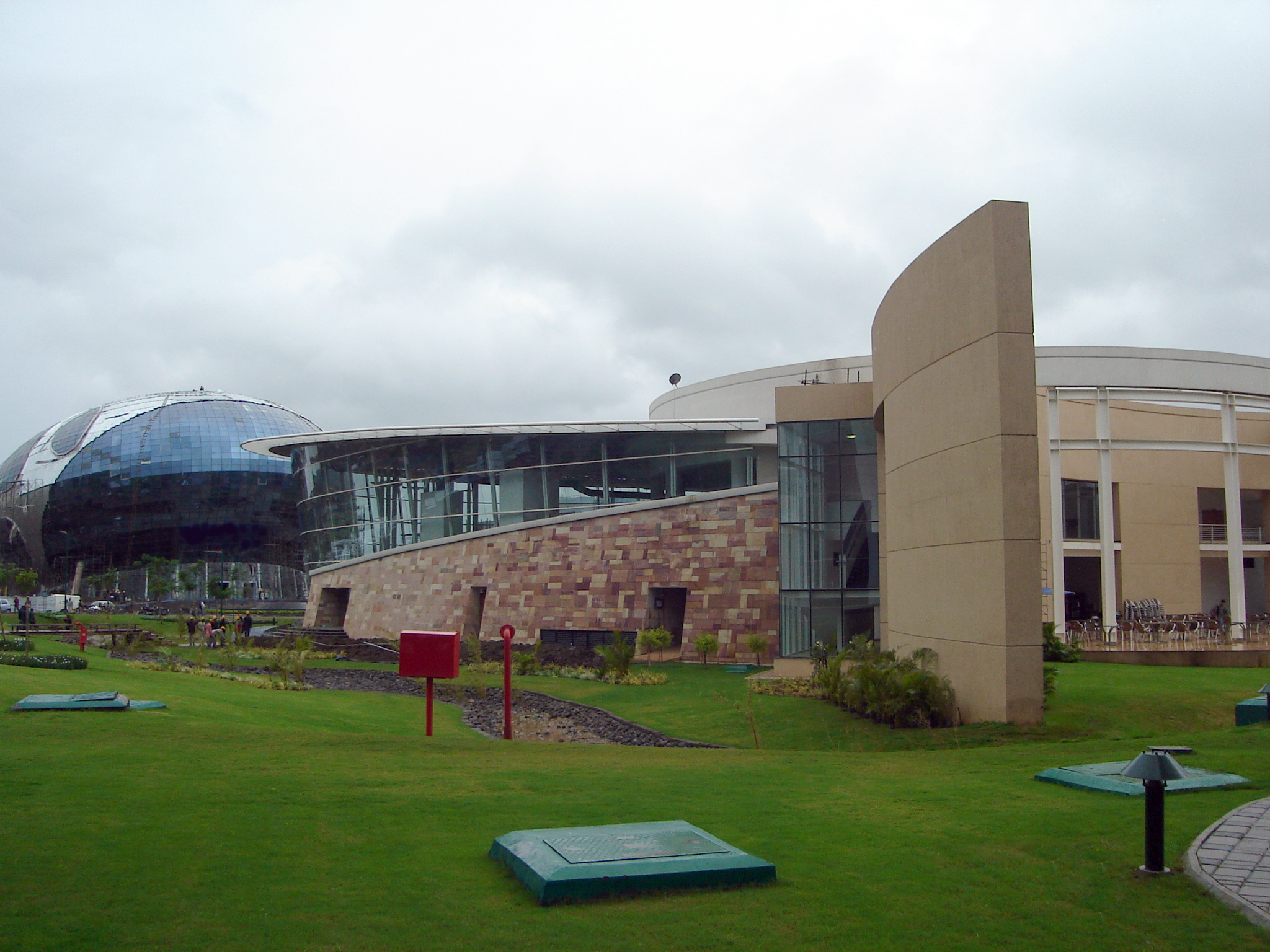
Moderne Wirtschaftsgebäude in Pune

Pune ist eines der drei wichtigsten Zentren der Automobilindustrie Indiens und ein bedeutsamer Standort deutscher Investoren, darunter Liebherr, Volkswagen, Daimler (Mercedes-Benz India), MAN und viele Zulieferer wie Bosch, Dräxlmaier, LEONI, Knorr-Bremse, Behr-Hella Thermocontrol, ARI-Armaturen und ZF Friedrichshafen. Pune ist Sitz der Firodia Group. Daneben ist Pune ein wichtiges Zentrum der IT-Industrie, des Agribusiness, der erneuerbaren Energien (unter anderem Hauptsitz der Windenergiefirma Suzlon Energy), der Impfstoffproduktion (Serum Institute of India) sowie der Darmstädter Döhler GmbH. Auch deutsche Maschinenhersteller wie die Wirtgen Group produzieren und bedienen von hier aus den indischen Markt.

## Verkehr
Der Flughafen Pune liegt 10 Kilometer nordöstlich vom Zentrum von Pune. Der Bau eines neuen Flughafens ist geplant. Pune ist über das Eisenbahnnetz mit allen indischen Großstädten verbunden. Es besteht eine autobahnähnliche Fernstraßenanbindung an das ca. 150 Kilometer entfernte Mumbai (Bombay). Derzeit (2020) wird an einem kleinen Metronetz gearbeitet („Metro Pune“, größtenteils als Hochbahn).

## Städtepartnerschaft
Die Stadt Pune unterhält mit folgenden Städten eine Städtepartnerschaft:
- Tromsø (Norwegen), seit 1966
- San José (Vereinigte Staaten), seit 1992

Zwischen der Hansestadt Bremen und Pune besteht seit den 1960er Jahren eine besondere freundschaftliche Beziehung. Henning Scherf weihte ein Denkmal in Pune ein. Der Bremer Senat unterstützt das „Forum Städtesolidarität Bremen–Pune e. V.“, welches Kontakte zwischen den Bürgerinnen und Bürgern beider Städte fördert. Dies geschieht über das Büro der „Agenda 21“, die „Association of Friends of Germany (AFG)“ sowie einer Hochschulkooperation zwischen dem Symbiosis College und Bremer Hochschulen.
Außerdem besteht eine Partnerschaft zwischen dem katholischen Bistum Poona und dem bayerischen Partnerbistum Eichstätt.

## Sport
In Pune befindet sich mit dem Maharashtra Cricket Association Stadium ein Test-Cricket-Stadion. In der Stadt bestreitet die Indische Cricket-Nationalmannschaft regelmäßig Heimspiele gegen andere Nationalmannschaften. Im Nehru Stadium fanden unter anderem Spiele bei den Cricket World Cups 1987 und 1996 statt und beim Cricket World Cup 2023 wurden im Maharashtra Cricket Association Stadium Spiele ausgetragen.

## Söhne und Töchter der Stadt
- Shivaji (1630–1680), Anführer der Marathen
- Bapu Deva Sastri (1821–1890), Astronom und Mathematiker
- Pandita Ramabai (1858–1922), Gründerin der Mukti Mission in Pune
- Anandi Gopal Joshi (1865–1887), Ärztin
- Alfred Ezra (1872–1955), britischer Vogelzüchter und -halter
- Manmohandas Soparkar (1884–1952), Mediziner und Parasitologe
- Ardeshir Irani (1886–1969), Filmproduzent und Filmregisseur
- Salar Jung III. (1889–1949), Diwan des indischen Fürstenstaats Hyderabad
- Meher Baba (1894–1969), spiritueller Lehrer
- Oswald Raynor Arthur (1905–1973), britischer Kolonialadministrator
- Sulochana (1907–1983), Filmschauspielerin der Stummfilm- und frühen Tonfilmzeit
- Frank Brewin (1909–1976), Hockeyspieler
- Shantaram Athavale (1910–1975), Liedtexter, Dokumentarfilmer und Autor
- John Frost (1912–1993), britischer Generalmajor und Luftwaffenoffizier
- Kamal Ranadive (1917–2001), biomedizinische Forscherin
- Ebrahim Alkazi (1925–2020), Theaterdirektor und Galerist
- Bal Thackeray (1926–2012), Politiker
- Balkrishna Vithaldas Doshi (1927–2023), Architekt
- Michael Craig (* 1928), britischer Schauspieler
- Aravind Joshi (1929–2017), Computer- und Kognitionswissenschaftler
- Richard Gregson (1930–2019), britischer Filmproduzent und Drehbuchautor
- Nilu Phule (1931–2009), Schauspieler
- David Young (1931–2008), britischer anglikanischer Theologe
- Prabha Atre (1932–2024), Sängerin, Komponistin und Musikpädagogin
- Archana Sharma (1932–2008), Botanikerin und Zellbiologin
- Valerian D’Souza (1933–2020), römisch-katholischer Bischof von Poona
- Thomas Kailath (* 1935), indisch-US-amerikanischer Informatiker
- Shridhar Chillal (* 1937), Fotograf
- Sharad Pawar (* 1940), Politiker
- Rocque Lobo (1941–2019), Sozialpädagoge und Hochschullehrer
- Suhas V. Patankar (* 1941), Ingenieur
- Cyrus Poonawalla (* 1941), Unternehmer
- Dnyaneshwar Agashe (1942–2009), Geschäftsmann, Cricketspieler, Cricket-Administrator und Philanthrop
- Sulochana Gadgil (1944–2025), Mathematikerin, Meteorologin und Ozeanographin
- Ronen Sen (* 1944), Diplomat
- Sartaj Sahni (* 1949), indisch-US-amerikanischer Informatiker
- Vinod Dham (* 1950), Informatiker und Unternehmer
- Rohini Godbole (1952–2024), Physikerin
- Vinod Khosla (* 1955), US-amerikanischer Geschäftsmann indischer Herkunft
- Smita Patil (1955–1986), Schauspielerin
- Reuven Yosef (* 1957), israelischer Verhaltensökologe und Naturschutzbiologe
- Sunand T. Joshi (* 1958), Literaturwissenschaftler
- Ajay Banga (* 1959), indisch-US-amerikanischer Wirtschaftsmanager; Präsident der Weltbank
- Chaitan Khosla (* 1964), Chemieingenieur
- T. V. Raman (* 1965), Informatiker und Pionier des barrierefreien Webs
- Thomas Breuer (1966–2023), österreichischer Mathematiker
- Anupama Kundoo (* 1967), Architektin
- Laxman Narasimhan (* 1967), indisch-US-amerikanischer Manager
- Smita Nair Jain (* 1969), Drehbuchautorin und Geschäftsfrau
- Ashutosh Agashe (* 1972), Cricketspieler und Geschäftsmann
- Kshama Sawant (* 1973), US-amerikanische Politikerin
- Bindu De Stoppani (* 1976), Schauspielerin, Regisseurin und Drehbuchautorin
- Nikhil Kanetkar (* 1979), Badmintonspieler
- Daso (1981–2018), DJ und Musikproduzent
- Pankaj Advani (* 1985), Snooker- und English-Billiards-Spieler
- Sayali Gokhale (* 1987), Badmintonspielerin
- Eesha Karavade (* 1987), Schachspielerin
- Arjun Kadhe (* 1994), Tennisspieler
- Vasanti Shinde (* 1997), Tennisspielerin
- Devika Vaidya (* 1997), Cricketspielerin
- Siddhant Banthia (* 2000), Tennisspieler
- Abhimanyu Puranik (* 2000), Schachspieler

## Klimatabelle
|                       | Jan  | Feb  | Mär  | Apr  | Mai  | Jun   | Jul   | Aug   | Sep   | Okt  | Nov  | Dez  |   |       |
| Mittl. Tagesmax. (°C) | 30,1 | 32,4 | 35,8 | 37,9 | 37,2 | 32,0  | 28,1  | 27,5  | 29,3  | 31,7 | 30,5 | 29,4 | ⌀ | 31,8  |
| Mittl. Tagesmin. (°C) | 11,6 | 12,7 | 16,3 | 20,1 | 22,4 | 22,8  | 22,0  | 21,3  | 20,6  | 18,8 | 14,7 | 11,8 | ⌀ | 17,9  |
|                       |      |      |      |      |      |       |       |       |       |      |      |      |   |       |
| Niederschlag (mm)     | 1,6  | 1,0  | 2,7  | 13,1 | 32,6 | 125,0 | 179,1 | 112,6 | 131,6 | 76,8 | 27,4 | 5,2  | Σ | 708,7 |
|                       |      |      |      |      |      |       |       |       |       |      |      |      |   |       |
| Sonnenstunden (h/d)   | 9,4  | 10,0 | 9,7  | 10,1 | 10,2 | 6,2   | 3,9   | 3,6   | 6,0   | 8,0  | 9,0  | 9,3  | ⌀ | 7,9   |
|                       |      |      |      |      |      |       |       |       |       |      |      |      |   |       |
| Regentage (d)         | 0,1  | 0,3  | 0,7  | 1,6  | 3,6  | 12    | 12,1  | 21,5  | 13,3  | 5,5  | 2,5  | 0,9  | Σ | 74,1  |
|                       |      |      |      |      |      |       |       |       |       |      |      |      |   |       |
| Luftfeuchtigkeit (%)  | 51   | 42   | 36   | 37   | 48   | 66    | 78    | 80    | 75    | 63   | 58   | 54   | ⌀ | 57,4  |

| 11,6 |

| 12,7 |

| 16,3 |

| 20,1 |

| 22,4 |

| 22,8 |

| 22,0 |

| 21,3 |

| 20,6 |

| 18,8 |

| 14,7 |

| 11,8 |

| 11,6 |

| 12,7 |

| 16,3 |

| 20,1 |

| 22,4 |

| 22,8 |

| 22,0 |

| 21,3 |

| 20,6 |

| 18,8 |

| 14,7 |

| 11,8 |